# Мошо (Бреша)
Мошо је насеље у Италији у округу Бреша, региону Ломбардија.
Према процени из 2011. у насељу је живело 63 становника. Насеље се налази на надморској висини од 826 м.